# جيوفري هايرمانس
جيوفري هايرمانس (21 أكتوبر 1991 في بلجيكا - ) هو لاعب كرة قدم بلجيكي في مركز الوسط. شارك مع منتخب بلجيكا تحت 19 سنة لكرة القدم. أما مع النوادي، فقد لعب مع دي غرافشاب ورويال أنتويرب وليرس ونادي تورنهاوت وK.S.K. Heist ‏.

## وصلات خارجية
- جيوفري هايرمانس على موقع الاتحاد الأوربي (الإنجليزية)
- جيوفري هايرمانس على موقع قاعدة بيانات كرة القدم.إي يو (الإنجليزية)
- جيوفري هايرمانس على موقع Soccerway.com (الإنجليزية)